# Municipio de Maple (Dakota del Norte)
El municipio de Maple (en inglés: Maple Township) es un municipio ubicado en el condado de Dickey en el estado estadounidense de Dakota del Norte. En el año 2010 tenía una población de 49 habitantes y una densidad poblacional de 0,53 personas por km².

## Geografía
El municipio de Maple se encuentra ubicado en las coordenadas 46°8′50″N 98°27′9″O / 46.14722, -98.45250. Según la Oficina del Censo de los Estados Unidos, el municipio tiene una superficie total de 92.62 km², de la cual 92,57 km² corresponden a tierra firme y (0,05 %) 0,05 km² es agua.

## Demografía
Según el censo de 2010, había 49 personas residiendo en el municipio de Maple. La densidad de población era de 0,53 hab./km². De los 49 habitantes, el municipio de Maple estaba compuesto por el 97,96 % blancos, el 2,04 % eran afroamericanos. Del total de la población el 0 % eran hispanos o latinos de cualquier raza.